# Estrella de Ishtar

Estrella de Ishtar.

La Estrella de Ishtar o Estrella de Inanna es un símbolo de la antigua diosa sumeria Inanna, así como su contraparte semítica oriental Ishtar. La lechuza era también uno de los símbolos principales de Ishtar. Ishtar era asociada principalmente con el planeta Venus, que también es conocido por hacer ciclos de 8 años oscilando entre estrella de la mañana y estrella de la noche.

## Historia

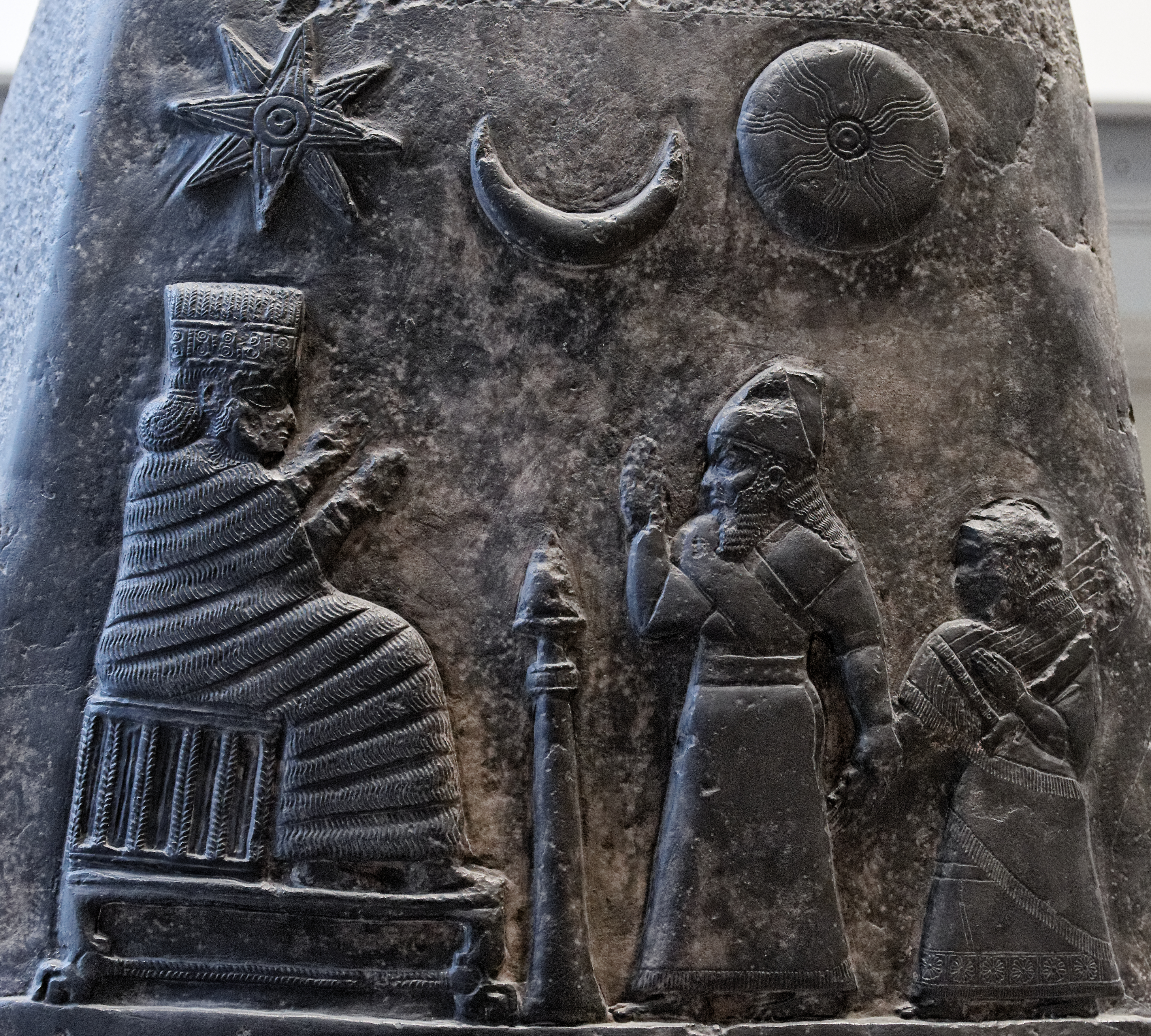
Representación de la estrella de Ishtar (izquierda) en un kudurru de Meli-Shipak II

La estrella de Inanna tenía usualmente ocho puntas, si bien el número exacto de puntas a veces variaba. Estrellas de seis puntas también aparecen con frecuencia, pero se desconoce su significado simbólico. La estrella era el símbolo más común de Inanna y, en épocas posteriores, se convirtió en el símbolo más común de la diosa Ishtar, la contraparte semítica oriental de Inanna. Es posible que haya tenido originalmente una asociación general con los cielos, aunque para el Período Babilónico Antiguo, había llegado a asociarse específicamente con el planeta Venus, con el que Ishtar era identificada. Fue a partir de este mismo período que la estrella de Ishtar empezó a aparecer normalmente encerrada en un disco circular.
Durante épocas posteriores, a veces los esclavos que trabajaban en los templos de Ishtar eran marcados con el sello de la estrella de ocho puntas. En kudurrus y sellos cilíndricos, la estrella de ocho puntas a veces aparece junto a la luna creciente, que era el símbolo de Sin, dios de la Luna, y del disco solar con rayos, que era un símbolo de Shamash, dios del sol.
La roseta era otro símbolo importante de Ishtar que originalmente había sido asociado a Inanna. Durante el período neoasirio, es posible que el símbolo de la roseta haya eclipsado a la estrella de ocho puntas y se haya convertido así en el símbolo principal de Ishtar. El templo de Ishtar en la ciudad de Aššur estaba adornado con numerosas rosetas.

Bandera de Irak 1959–1963 con la estrella de Ishtar en el medio

## Bandera de Irak
En árabe, el símbolo recibe el nombre de najmat eshtar (en árabe: نجمة عشتار‎, romanizado: najmat eshtar). Estrellas de Ishtar y shamash aparecían en el escudo de armas del Reino de Irak entre 1932 y 1959.
Una versión simplificada con rayos rojos y un centro amarillo se incorporó a la bandera de Irak entre 1959 y 1963. También apareció en combinación con el sol de Shamash en el escudo de Irak entre 1959 y 1965.